# Велосипедная вилка

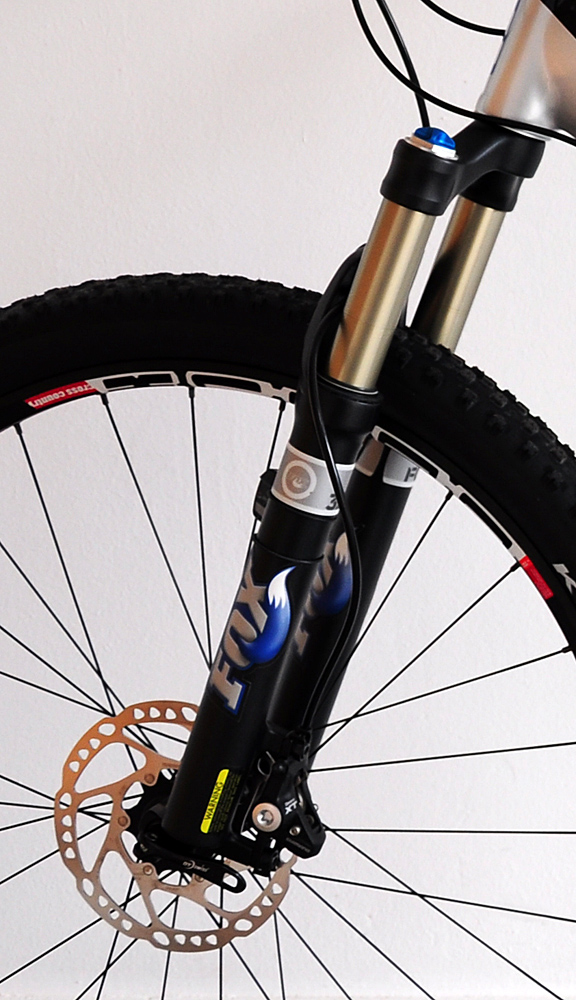
Велосипедная вилка

Велосипе́дная ви́лка — часть велосипеда, удерживающая переднее колесо и обеспечивающая возможность менять направление езды во время движения. Выполняется из различных материалов (сталь, алюминий, карбон, титан, магний). Вилки бывают «жёсткие» (ригид) и «мягкие» (амортизационные). На горные велосипеды в связи с особенностями катания почти всегда устанавливается мягкая вилка. На шоссейные, городские, детские, или другие узкоспециализированные велосипеды (BMX, например) чаще устанавливается жёсткая вилка. Также жёсткую вилку можно увидеть на горных велосипедах низшего ценового диапазона.

## Типоразмеры
Вилки принято различать по:
- Поддерживаемому диаметру колеса. Самые распространённые на данный момент: для горных велосипедов 26", 29", 27.5", для дорожных велосипедов 28". (На самом деле ободья на 28" и 29" имеют одинаковый диаметр, но общий диаметр колеса горного велосипеда больше чем дорожного, за счёт более толстых покрышек.) В велотриале: 20" , 24" и 26". На велосипедах BMX, складных и некоторых детских велосипедах — 20".
- Наличию/отсутствию амортизирующих элементов.
- Ходу для амортизационных вилок. Чаще от 80 до 200 мм. Для фрирайда и даунхилла достигает 300 мм (Marzocchi Super Monster[1])
- Типу крепления тормозов. Для дисковых наибольшее распространение имеют International Standard (IS) и Post Mount (PM). В PM резьба для крепёжных болтов нарезается прямо в вилке, что усложняет ремонт крепления в случае поломок, особенно на заднем тормозе. Для ободных: стандартное крепление «под 2 болта», менее распространённое «под 4 болта» (используется в велотриале) и крепление «на 1 болт» для клещевых тормозов (устанавливаются на дорожные велосипеды).

Существует несколько стандартных диаметров штоков вилок, но самые популярные 1 дюйм — для дорожных велосипедов, 1 и 1/8 дюйма для горных велосипедов. В последнее время большое распространение получили вилки с конусными штоками, чаще всего 1,5 дюйма в нижней части штока и 1 и 1/8 дюйма в верхней.
| Диаметр трубы вилки | Стандарт                               | Номинальный диаметр рулевой трубы рамы |
| ------------------- | -------------------------------------- | -------------------------------------- |
| 1"/25.4 мм          | 1" JIS                                 | 28.8 мм                                |
| 1"/25.4 мм          | 1" ISO                                 | 30.0 мм                                |
| 1"/25.4 мм          | 1" BMX/OPC                             | 32.5 мм                                |
| 1⁄8«/28.6 мм        | 1⁄8» standard, threaded and threadless | 33.8 мм                                |
| 1⁄8«/28.6 мм        | IS 11⁄8« integrated 45×36              | 41.1 мм                                |
| 1⁄8«/28.6 мм        | Campagnolo „Hiddenset“ 45×45           | 41.9 мм                                |
| 1⁄8«/28.6 мм        | Zero Stack/ Internal                   | 43.9 мм                                |
| 1⁄4„/31.75 мм       | 1⁄4“ standard                          | 36.8 мм                                |
| 1.5»/ 38.1 мм       | 1.5" standard                          | 49.6 мм                                |

Различают вилки с одной траверсой и двумя. У последних ноги (перья) продолжаются вверх после нижней траверсы, а выше рулевой колонки ноги и рулевая труба связываются вместе второй траверсой. Такое решение позволяет придать конструкции больше жёсткости, что необходимо в экстремальных дисциплинах, таких как даунхилл, или фрирайд. С другой стороны, вилки с двумя траверсами существенно более тяжёлые, а удлинённые ноги (перья) существенно ограничивают угол поворота руля.
Существуют также вилки с одной «ногой», такие, как Cannondale Lefty и USE SUB.

## Принцип действия амортизационных вилок
В качестве рабочих элементов мягких вилок используют:
1. Стальную пружину. Конструкция вилки работает за счёт сжатия витой пружины.
2. Эластомер. Конструкция вилки работает за счёт сжатия эластомера (чаще всего резиновый пруток внутри пружины). Эластомер присутствует только в вилках низкого уровня.
3. Масло.[4] В вилке имеется масляное демпферное устройство, которое ограничивает скорость сжатия/разжатия вилки. Происходит это благодаря перетекающему по ёмкостям маслу через систему клапанов.[5]
4. Воздух. Вместо витой пружины используется герметическая ёмкость, наполненная сжатым газом (чаще всего атмосферным воздухом). Между двумя ёмкостями находится поршень, который при нагрузке на вилку сжимает газ, тем самым имитируя работу пружины. Воздушные вилки легче пружинных. Большинство современных амортизационных вилок выше среднего уровня обладают воздушной пружиной и масляным демпфером.

Также бывают конструкции, имеющие несколько работающих элементов: пружинно-эластомерные, пружинно-масляные, воздушно-масляные и тому подобные.

## Параметры амортизационных вилок
В некоторых вилках существуют настройки параметров работы, с помощью которых велосипедист настраивает вилку под свои нужды.
Основные параметры настраиваемой работы вилки:
1. Компрессия. Скорость сжатия вилки. Различают два вида: низкоскоростная компрессия и высокоскоростная компрессия.
2. Блокировка. На некоторых моделях вилок кнопка блокировки вынесена на руль.
3. Отскок. Скорость разжатия вилки.
4. Прелоад (преднагрузка). Настройка минимальной нагрузки, при которой начинает срабатывать вилка. В дешёвых моделях осуществляется с помощью механизма, предварительно сжимающего стальную пружину, тем самым уменьшая минимальную нагрузку, необходимую для срабатывания вилки. В вилках с воздушной пружиной настройка преднагрузки осуществляется изменением давления воздуха в «негативной» воздушной камере (дополнительная герметичная полость с воздухом, давление в которой действует на основную «позитивную» воздушную камеру вилки уменьшая силу, необходимую для срабатывания вилки). Вилка с правильно настроенным прелоадом способна абсорбировать все неровности.
5. Прогрессия. Увеличение жёсткости вилки с увеличением её сжатия.
6. Компанией Fox запатентована собственная технология Climb-Trail-Descent (Подъём-Трасса-Спуск). Она заключается в том, что амортизаторы имеют возможность регулировки в 3 положениях, позволяющих оптимизировать их работу под конкретные условия.[6]